# 錐星鈍鱸
錐星鈍鱸為輻鰭魚綱鱸形目鱸亞目太陽魚科的其中一種，分布於北美洲美國密蘇里州及阿肯色州的白河流域，體長可達27.9公分，棲息在水質清澈的岩石底質的水塘或小溪，屬肉食性。